# (8256) Shenzhou
(8256) Shenzhou es un asteroide perteneciente al grupo de los asteroides que cruzan la órbita de Marte descubierto por el equipo del Observatorio de la Montaña Púrpura el 25 de octubre de 1981 desde el observatorio homónimo de Nankín, China.

## Designación y nombre
Shenzhou recibió al principio la designación de 1981 UZ9.
Posteriormente, en 2004, se nombró por las naves espaciales chinas Shenzhou.

## Características orbitales
Shenzhou está situado a una distancia media del Sol de 2,197 ua, pudiendo alejarse hasta 2,745 ua y acercarse hasta 1,649 ua. Su excentricidad es 0,2495 y la inclinación orbital 6,854 grados. Emplea 1190 días en completar una órbita alrededor del Sol. El movimiento de Shenzhou sobre el fondo estelar es de 0,3026 grados por día.

## Características físicas
La magnitud absoluta de Shenzhou es 13,6 y el periodo de rotación de 3,395 horas.